# ワイヤーストリッパー

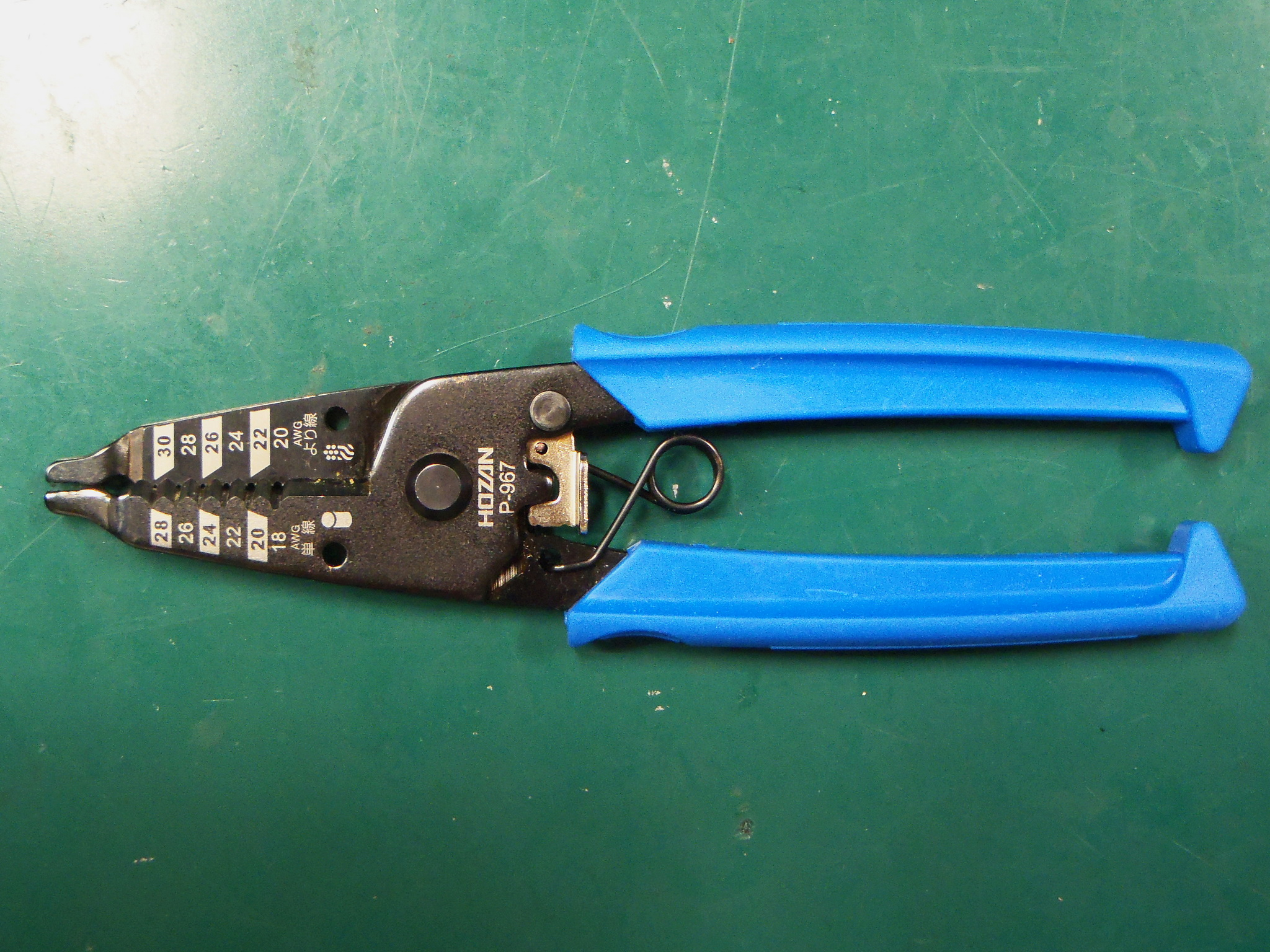
最もポピュラーなワイヤーストリッパー。弱電ビニル被覆電線用

ワイヤーストリッパー（英: wire stripper）とは、被覆電線などの被覆を剥がすための工具である。一般的にワイヤーストリッパーと言えば多くは手持ち工具で、用手可能なサイズの電線に用いられる。ケーブルストリッパー（英: cable stripper）や単にストリッパーとも呼ばれている。
一般的に工具メーカーでは「対象線材名称+ストリッパー」の形で名称が付けられている。皮剥き器などと呼ばれることもある。

## 概説

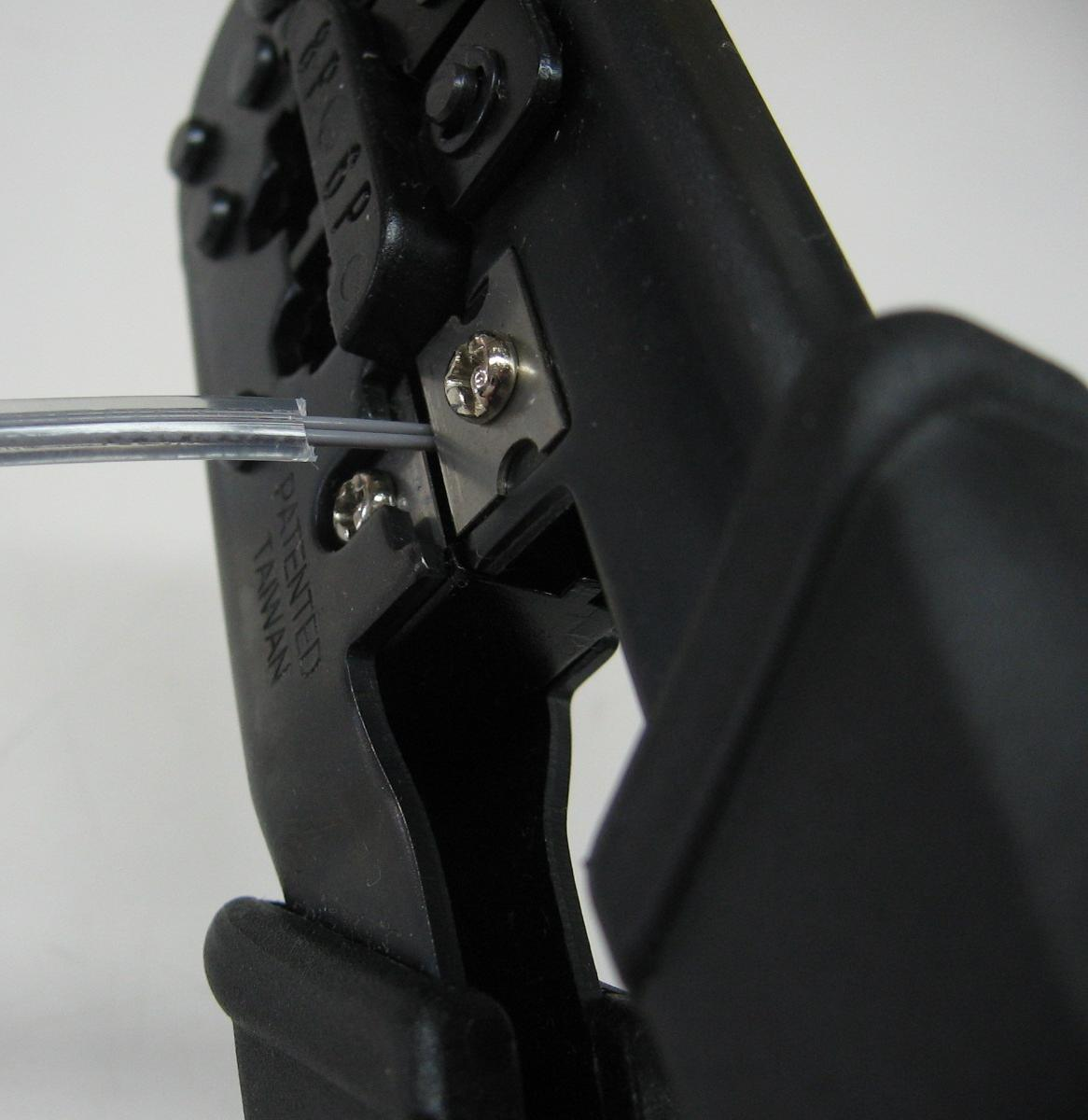
ワイヤーストリッパーで被覆を剥いているところ

この種の工具の目的は、第一に「電線被覆を除去する」ことにあり、次にその効率化、省力化を図るためにさまざまな種類のワイヤーストリッパーが開発されている。第一目的である被覆を除去するという目的だけであれば、このような専用の工具を用いなくとも目的を果たすことが出来る。例えば、カッターナイフを使って切り取ってもよいし、ニッパーやペンチを使用してうまく被覆を切り取ることも出来る。実際、大概の電線はナイフなどで加工することは十分に可能である。
しかしながら、そのような別種の工具の応用にて被覆を除去すると、様々な問題が発生することがある。一つに、芯線への傷付けがある。単芯線に傷をつけると、その部分は僅かに断面積が減少する。電線の抵抗値はその断面積が減れば減るほど大きくなる特性があり、もしその電線に大きな電流が流れる場合、その部分を原因とする抵抗値の増大、ひいては発熱を起こすこととなってしまい、最悪の場合発煙、火災の原因となりかねない。また、傷つきが酷い場合機械的強度が低くなり、ケーブルの動揺につれて断線してしまうことも考えられる。なお、電気工事士試験においては欠陥工事として減点の対象となる。
もう一つに、より線における問題は、束ねてある芯線のうち何本かを切断してしまう事例である。上記と同様、抵抗値の増大による危険のほか、切れた芯線は圧着や半田付けを逃れて"遊んで"しまうこととなり、隣接電線などへの短絡の危険がある。その他、より線が多く使用される通信、音響の分野ではノイズ、雑音の原因となってしまうことがある。切れた芯線が接触・離脱を繰り返すことで電気的ノイズになってしまうのである。
このような問題を回避するためにあるワイヤーストリッパーではあるが、このような工具が登場する以前や、現在でも多くの工具を携行できない工事のような場合はワイヤーストリッパーが使用できない場合が少なからずある。このような場合は電工ナイフやニッパー・ペンチなどを使用せざるを得ないし、古くからこのような工具で欠陥のない皮むきを行うことは一つの技能でもあった。実際、ごく近年まで電気工事士試験ではワイヤーストリッパーの使用は認められていなかった。
このように、ワイヤーストリッパーは熟練を要さず、効率的に、高い品質で被覆除去を行うためにある工具なのである。特に、生産の現場ではこのことは重要なファクターとなる。

## 種類

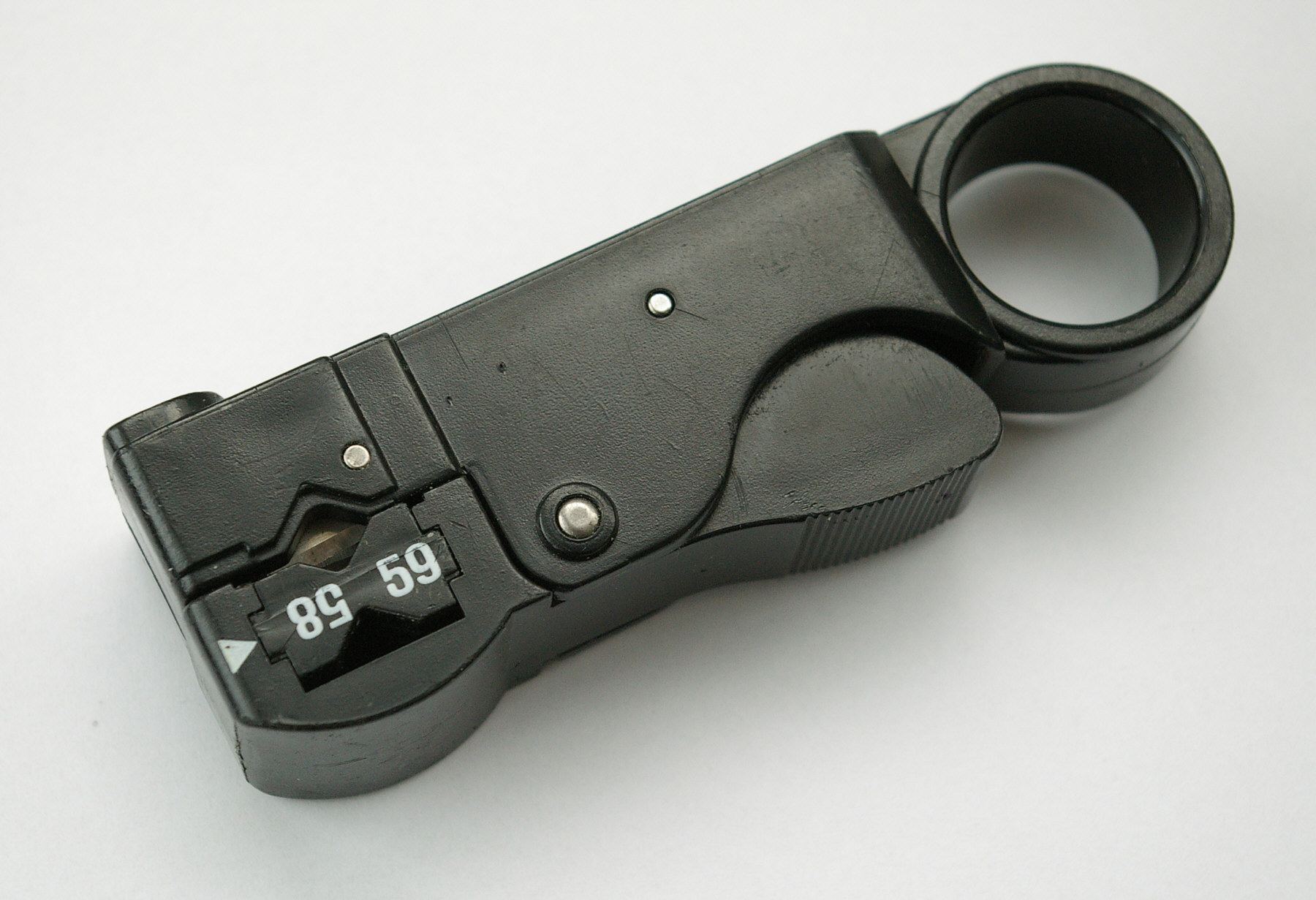
同軸ケーブルストリッパー

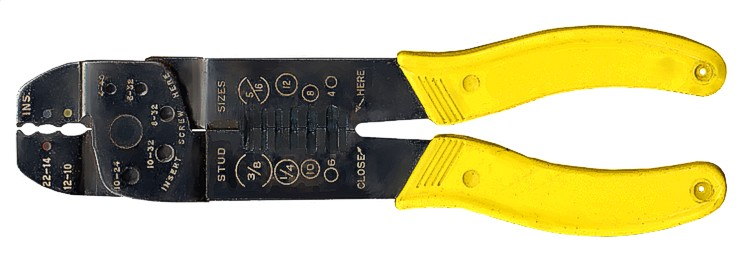
圧着ペンチ

ワイヤーストリッパー
電線被覆に刃を入れ、被覆のみを切除・除去する工具。最も一般的なワイヤーストリッパー。日本では多くの場合、対象の電線に応じたサイズの丸穴状の刃が付いており、これに電線を挟み込み被覆のみに切り込みを入れ、芯線を傷つけることなく被覆を除去する仕組みである。その他、国外製のものでは単一のV字状の刃のみがあり、ストッパーにより芯線径を設定するものもある。
単に被覆へ切り込みを入れるだけのものから、被覆を抜去するまでを自動的に行えるものに大別される。
単機能のワイヤーストリッパーは、刃部に電線太さに応じた丸穴が開いており、適合する電線を挿入して挟み込めば被覆が切り込まれる。そのまま電線を引き抜けば芯線を残し被覆が除去される。なお、切込みを入れるのみであれば、他の「挟む」工具と動作が同じなため、これら工具の付属機能として付いているケースもある。例としては電工用ペンチ・ニッパーの刃部に丸穴が開いていたり、圧着ペンチの一部に機能として付加されていたりする。この場合は、その機能のみを指して「ワイヤーストリッパー付き」と表現されたりもする。
自動的なものは、一度工具を操作するだけで、被覆の切断・抜去がばね力等により自動的に行われる。必然的に構造が複雑で大きく重く、一般に高価である。また一つの工具で対応できる電線の太さが少ない。作業効率を求める場合や大量に取り扱う場合に適する。ハンドルを握ると刃部が電線の被覆に切り込まれ、その後電線を挟んでいた工具頭部が左右に分離する事により電線から被覆がはぎ取られる。刃部は、交換式になっており刃を交換する事により、希望の電線サイズの刃を選ぶ事が出来る製品もある。
また自動型の多くは、除去する被覆の長さを設定するゲージを装備しており、より正確な作業ができる。
ケーブルストリッパー（IV線専用）
工具をケーブルに直角方向に挟んで取り付け、工具を円周方向に回転させた後、そのままケーブルと同軸方向に工具を動かす事により、本体より出ている切れ刃の向きが自動的に90度回転して被覆の軸方向の切断が出来る皮むき器。ケーブルの端部だけでなく中間部の皮むきも出来るタイプや、太径ケーブル用に端部より工具をケーブルと同軸で回転させて、被覆をスパイラル状に切っていくタイプがある。
VA線ストリッパー
VA線（Fケーブル）のシースと絶縁体を剥ぎ取るための専用工具である。
同軸ケーブルストリッパー
同軸ケーブルを工具にはさみ、工具をケーブル外周を回転させると被覆がむけるので、そのままケーブルを持って引っ張ると皮むきが完了する。
- 同軸ケーブルストリッパー

光ファイバーストリッパー
光ファイバーの端面からあらかじめ指定した長さの皮をむく事が出来る。

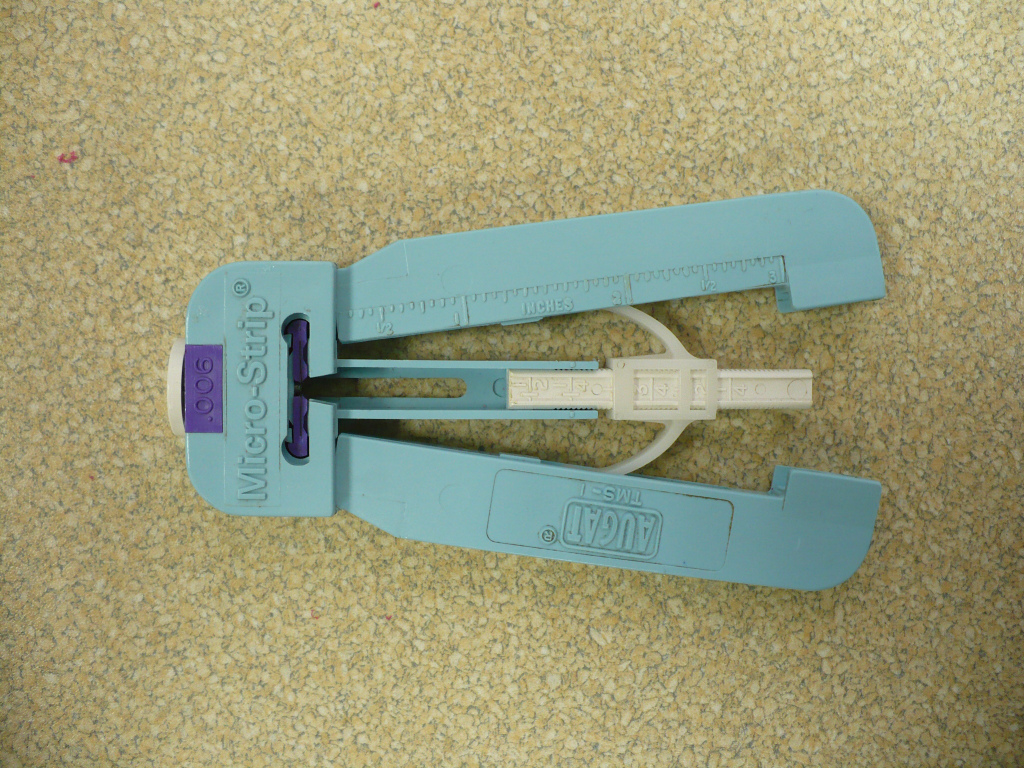
光ファイバーストリッパー（マイクロストリップ）

LANケーブル外被ストリッパー
工具にLANケーブルを挟んで、工具を回転させると被覆がむける。
キャブタイヤケーブルストリッパー
キャブタイヤケーブルのストリップ専用、円周にケーブルカット後、縦やスパイラル状に切れ目を入れる。キャブタイヤーの被覆厚みに刃先深さを調節する事により、多サイズに使用できる。
マイクロケーブルストリッパー

オートマチックワイヤーストリッパー（Automatic wire stripper）
刃部は薄いV形切断部を持つ板状の刃を多数集めたもので、オートアジャスト機構により線材にあわせて自動的に刃がその太さや形状に適応する。被覆の切断と引抜きが一回の操作で出来る。

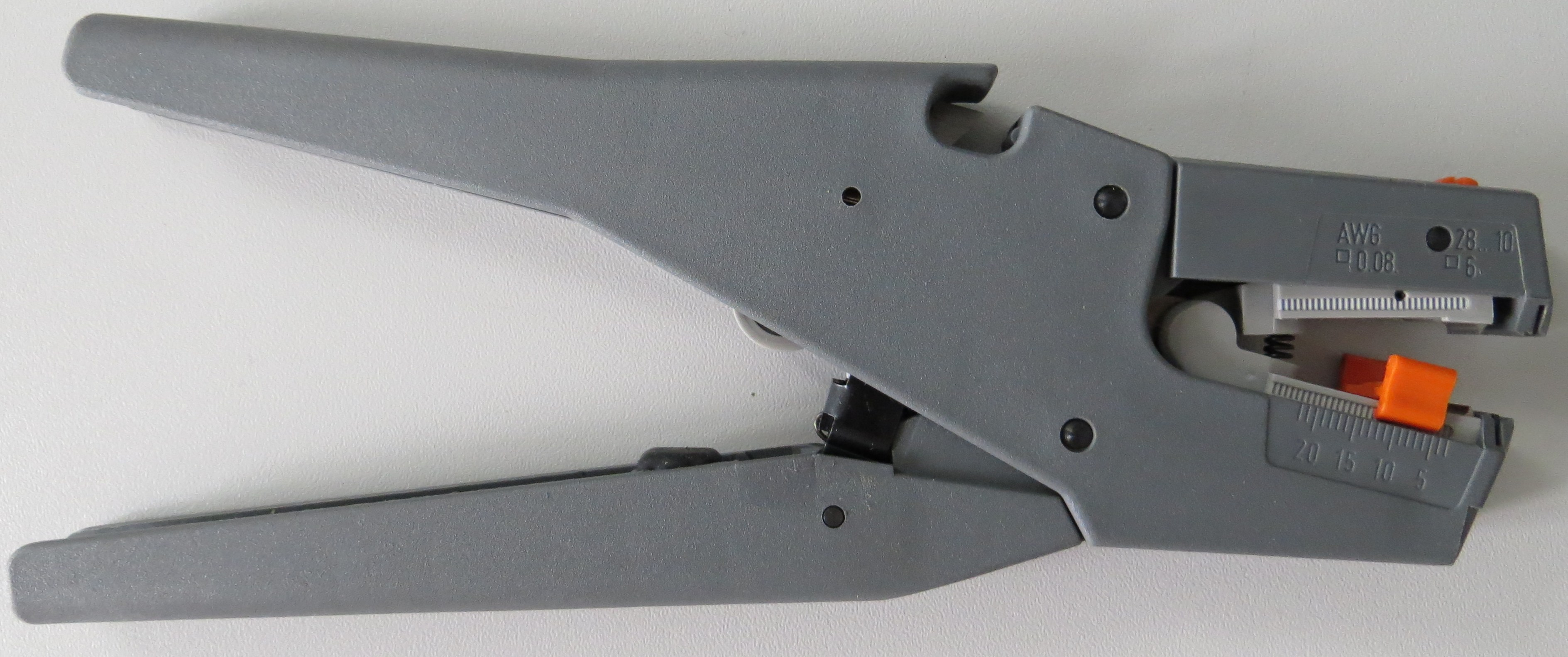
オートマチックワイヤーストリッパー
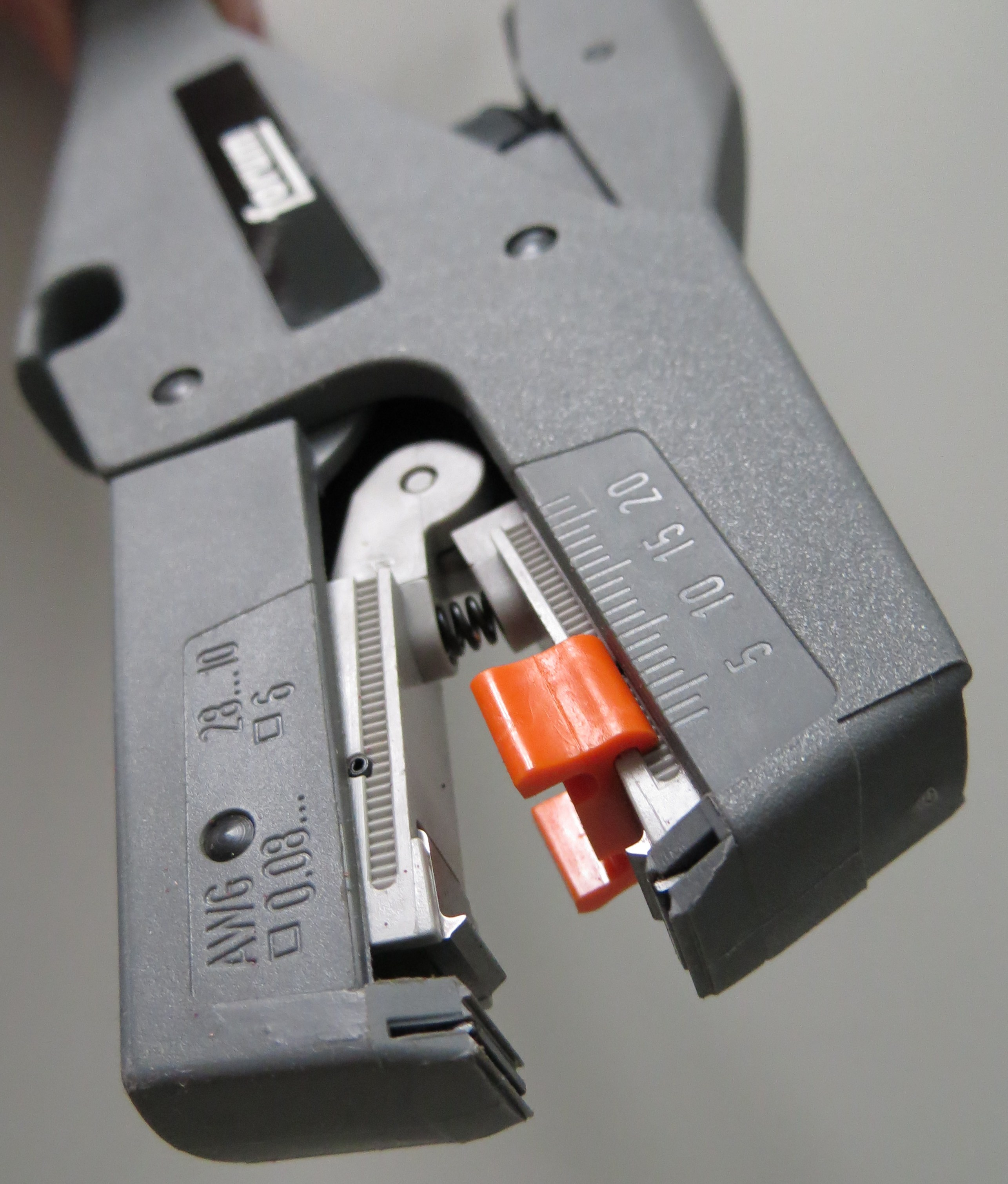
特殊な刃部を拡大した画像

太物シース剥き器
径の大きいケーブル用のストリッパー。皮むきの原理はケーブルストリッパーと同じである。工具の構造は、大きくなるため線を保持する部分が大きくなり回転を楽にするのにローラーが付いている物もある。
圧着（電工）ペンチ
一丁で配線工事が出来るペンチ式多機能工具。電線の切断・皮むき、端子の圧着、ボルト ネジの切断が出来る。プレス加工による本体と樹脂性グリップで構成されシンプルな方式である。
ただし、ワイヤーストリッパーは機能の一部であり、主たる目的は各種圧着端子の圧着にある工具である。
- 圧着ペンチ

### その他の同様の工具

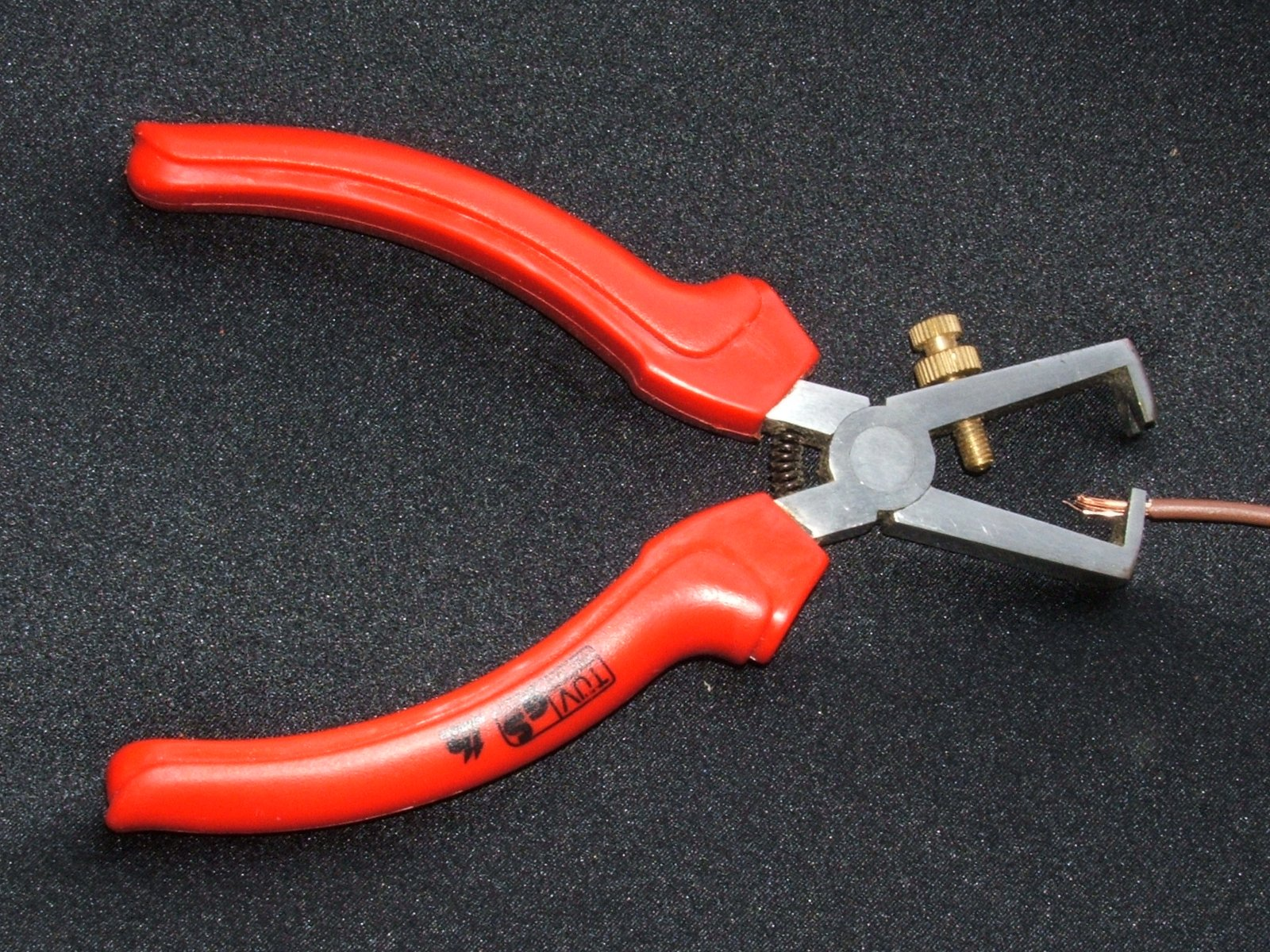
ドイツのワイヤーストリッパー
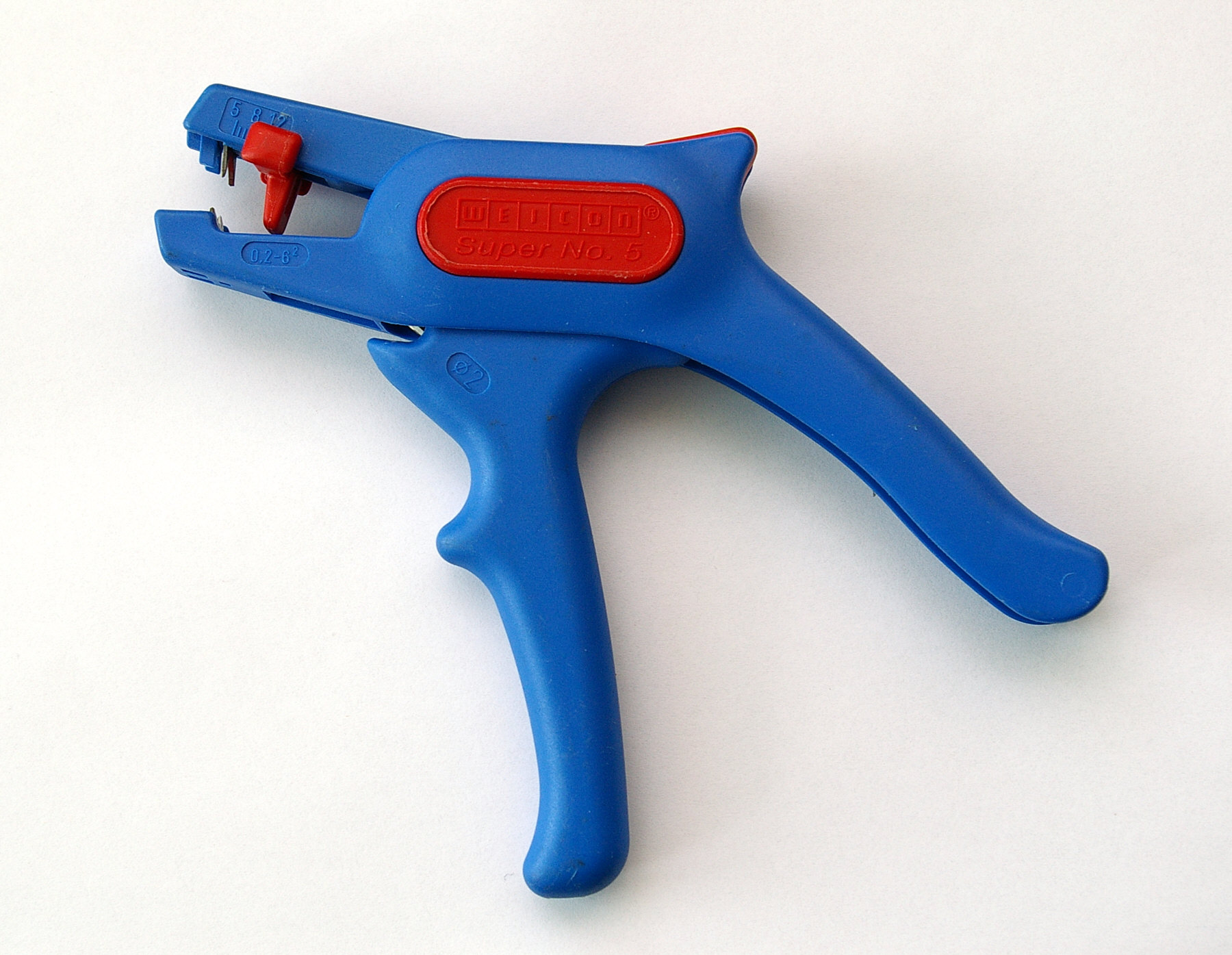
オートマチックワイヤーストリッパー（電線の端面のみ皮むきが可能なタイプ）
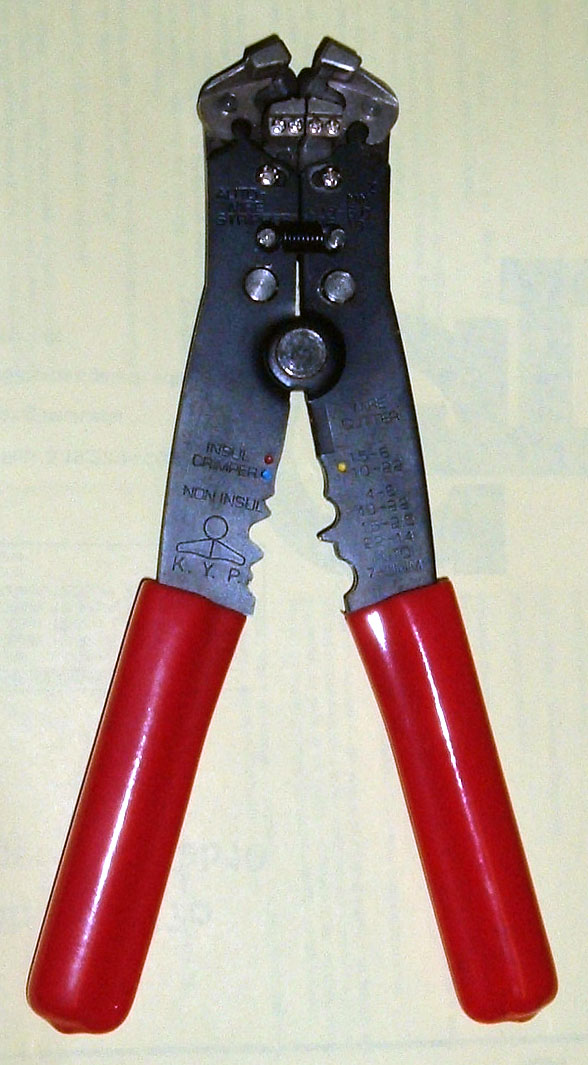
オートマチックワイヤーストリッパー（電線の中間むきも皮むきが可能なタイプ）

## 機能面による分類
各工具の指定の操作をする事によりその工具が出来る加工機能別に分類する。
- 被覆を切る機能のみ。被覆の除去は手で工具又はワイヤーを手で引っぱって除去するタイプ。
- 被覆を切ると同時に被覆が剥ぎ取られるタイプ。
- 被覆を切った後、連続して被覆を剥ぎ取る操作が出来るタイプ。

## 主なメーカー
- 国内
  - ベッセル(VESSEL)、マーベル(MARVEL)、ジェフコム（製品ブランド　デンサン DENSAN）、ロブテックス(LOBTEX)、ホーザン(HOZAN)、花園工具(VICTOR)、マルト長谷川工作所(KEIBA)、松阪鉄工所(MCC)、スエカゲツール(S.E.K. Pro Auto）
- 国外
  - クニペックス(KNIPEX)、アイデアル(IDEAL）、グリーンリー(GREENLEE)、レンシュタイグ(Rennsteig)、PRO'S KIT、ワイドミュラー(Weidmuller)、マックツール(Mac Tools)、フエニックスコンタクト(PHOENIX CONTACT)、Jonard Industries(OK Industries)